# Chaleira Preta
Chaleira Preta ( 1786 - 1868 ) foi um dos líderes dos cheienes do sul, morto no massacre de Washita.
Chaleira Preta foi um dos seis chefes cheienes signatários do tratado de 1851, que estebeleceu paz entre americanos e indígenas. Porém, em 1864, voltaram a ocorrer conflitos entre os dois povos. Chaleira Preta pediu para se reunir com o então governador do Colorado, John Evans, e com o Coronel John Chivington, no que ficou conhecido como Conselho de Camp Weld. Sentido-se seguros, os cheyennes do sul decidiram mudar-se para Sand Creek, local mais próximo da base americana de Fort Lyon. Lá, sofreram um ataque surpresa conhecido como Massacre de Sand Creek, ao qual Chaleira Preta conseguiu sobreviver.
Após o massacre, Chaleira Preta decidiu rumar para o Arkansas, junto com os seguidores que ainda lhe restavam. Em 14 de outubro de 1865 assinou um tratado que cedia seu antigo território e criava uma reserva indígena ao sul do Rio Arkansas.
Em 1867, Chaleira Preta assinou também o Tratado de Medicine Lodge, mas isso não impediu que Sétima Cavalaria do General George Armstrong Custer atacasse sua aldeia no inverno do ano seguinte, no episódio que ficou conhecido como Massacre Do Rio Washita. Chaleira Preta e sua mulher foram mortos durante a batalha.